# 古塔-格利比夫西卡
48°56′44″N 27°8′36″E / 48.94556°N 27.14333°E
古塔-格利比夫西卡（烏克蘭語：Гута-Глібівська），是烏克蘭西部的村莊，隸屬赫梅利尼茨基州的卡緬涅茨-波多利斯基區。該村始建於1560年，面積0.67平方公里，海拔高度281米，2001年人口184，人口密度每平方公里275.04人。